# Adam z Vartenberka
Adam z Vartenberka (německy Adam von Wartenberg, 1516–1564/1579) byl český šlechtic z rodu Vartenberků.

## Život

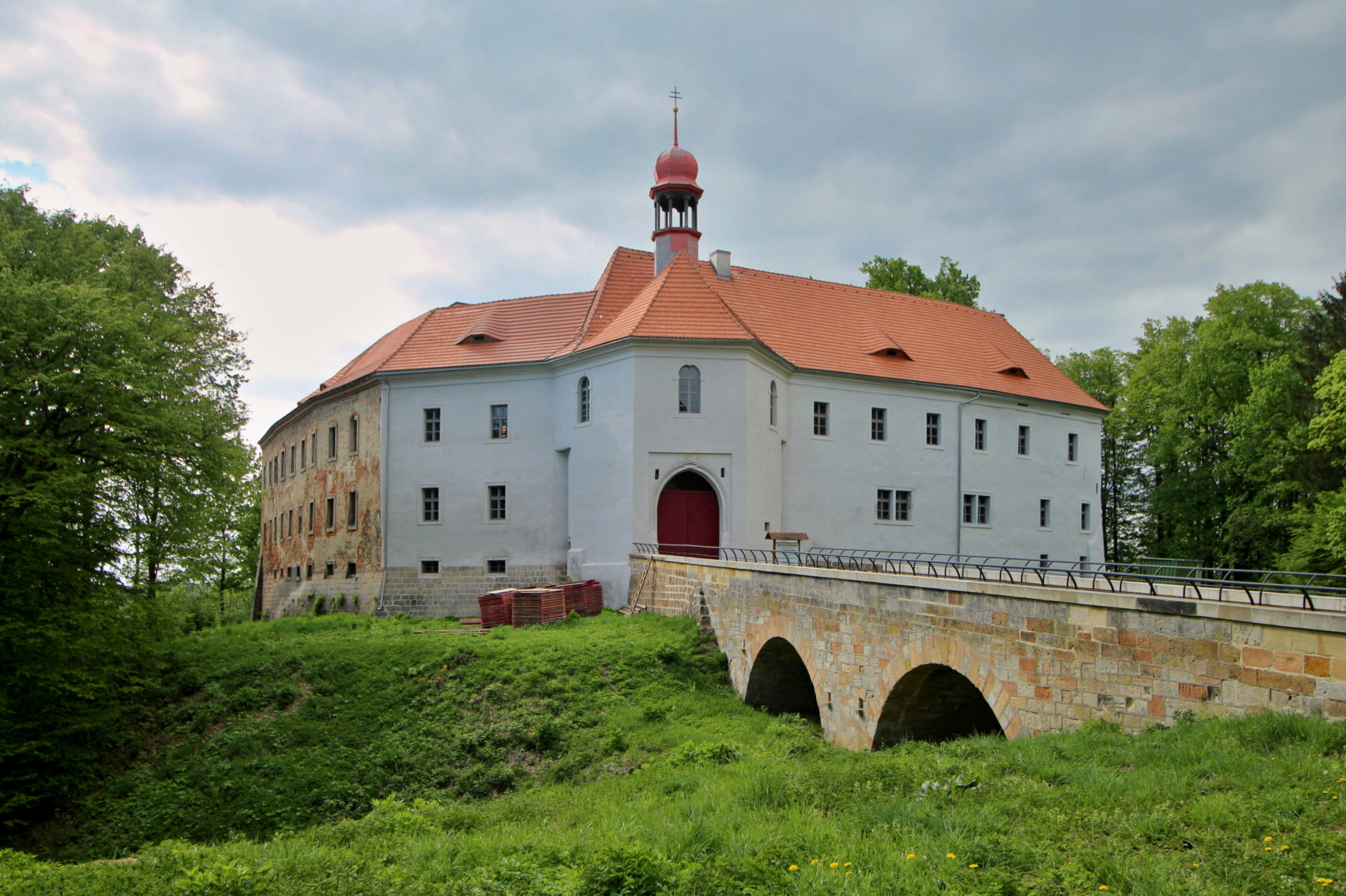
Hrad/zámek Stráž-Vartenberk

Narodil se jako syn Jana staršího z Vartenberka (1480–1543) a jeho manželky Veroniky z Leskovce († 1537), dcery Albrechta z Leskovce a Judity ze Šelmberka. Ta byla dcerou kancléře Jana II. ze Šelmberka a Kosti (* asi 1477).

### Manželství a potomstvo

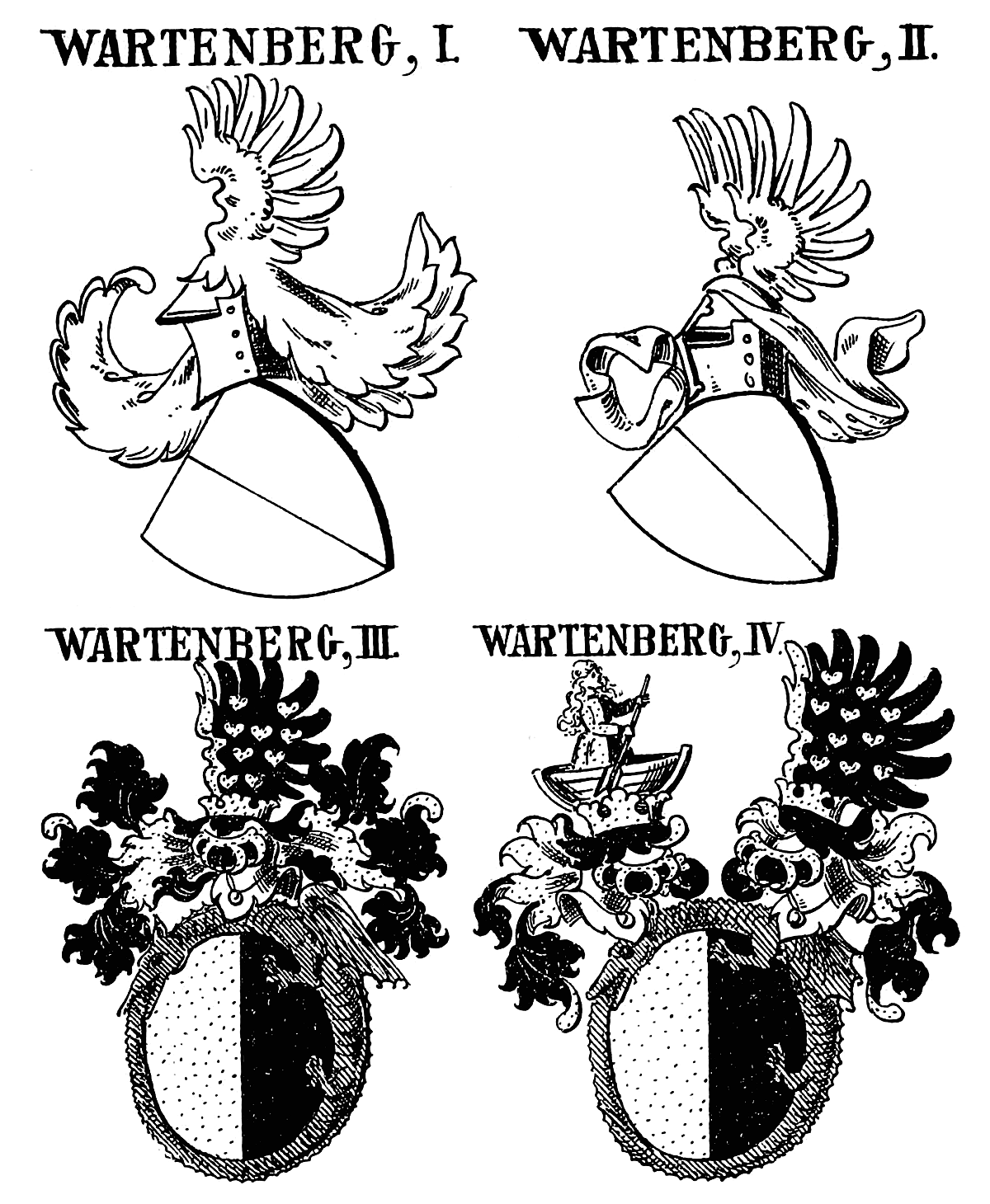

Adam z Vartenberka se oženil v roce 1536 s paní Magdalenou Bezdružickou z Kolovrat († 1540), dcerou Václava Bezdružického z Kolovrat a Anny Andělky z Jistebna. Z jejich manželství se narodily děti: 
- Jan (1538 – 1571), ženatý s Krizeldou Berkovou z Dubé († po 1569)
- Kryštof (1539 – 20. února 1584, pohřben v Turnově), ženatý s purkraběnkou Anežkou (Alžbětou) z Donína-Grafensteinu († 3. srpna 1611)
- Magdalena z Vartenberka († 1592, Ostředek), provdaná I. za svobodného pána Jana mladšího z Valdštejna (1500 – 15. června 1576), místodržitel v Čechách, syn svobodného pána Viléma staršího z Valdštejna († 1557), II. za svobodného pána Jana z Lipé-Krumlova († 27. ledna 1598).

Adam z Vartenberka se v roce 1553 podruhé oženil s hraběnkou Sibylou Šlikovou z Pasounu, dceru hraběte Štěpána I. Šlika. Manželé měli děti:
- Karel (19. března 1557 – 1608), ženatý 1577 s hraběnkou Kateřinou Alžbětou z Mansfeldu (1555–1637)
- Jaroslav (1558 – 12. prosince 1602, pohřben v Turnově), ženatý s Annou Kateřinou ze Smiřic († 1610)

Adam z Vartenberka se potřetí oženil s paní Alenou Bořitovou z Martinic, dcerou svobodného pána Wolfganga z Martinic a svobodné paní Ludmily z Kunštátu. Manželství zůstalo bezdětné.
Vdova Alena Bořitová z Martinic se podruhé provdala za svobodného pána Ladislava z Kolovrat († 1575).